# Sunny (サニーデイ・サービスのアルバム)
『Sunny』（サニー）は、2014年10月21日に発売されたサニーデイ・サービス通算9作目のスタジオ・アルバム。

## 解説
先行シングル「夏は行ってしまった」「One Day」「アビーロードごっこ」3曲を収録。
制作の経緯について、曽我部恵一は「なんかいろいろゴタゴタがあって、しばらくサニーデイのことを考えるのはやめようと思ってたんです。さらには丸山（晴茂）くんから“もう俺辞めるわ”ってメールがあって、“はあ…”とか思ってて。まあいつもそんな感じだからシカトしてたんだけど、それから何か月か経ったら、今度は“そろそろスタジオ入らない?”みたいなメールが来て。“なんだこいつ”と思って。でもスタジオ入ってみたら、“やあ”みたいな感じで、いろんなことがすごくスムーズで。そんなところが出発点です」と話している。そして、レコーディングについては「まずライヴをやろうと思って、ちょうど踊ってばかりの国との2マンにソロで出る予定があったので、そこをサニーデイに変えてもらって」「それを機にスタジオに入って、そしたらもう1本フェスが決まったんです。ライヴはその2本しかなかったけど、その中で“こういう曲ができるんじゃないか”っていうのを探っていきました」という。さらに「とにかく2人に委ねたいってこと。自分が曲を作るじゃないですか。それをそのまま3人でやって、自然に出てきたものを録ろうと思った。そしたら“俺たちはこれしかできないな”ってのがわかってきた。ほんとに全然器用じゃないんで、パッと曲を聴かせて自然に出てきたものが一番良いと思うから」と答えている。
そして出来上がった本作については、「すごく自分たちらしいサウンドなんだけど、いかんせん地味だなって思うわけ。商業ベースというか、FMラジオとかで流れたときに“今のなんだったの?”みたいな」「無理して自分たちの持ってないものを出そうとしたらおかしなことになるし、そう考えるとやっぱりこれでいいのかな、とは思うんだけど」という。また、レコーディングは「弾き語りのデモみたいのは作るときもあるけど、今回はなかったかな。例えば<愛し合い 感じ合い 眠り合う>っていう曲は俺が歌うのを2人がレコーディングスタジオで初めて聴いて、“じゃあやってみようか”って言って、テープ回しながら10回くらい演奏してみるわけ。で、どんどん小慣れてきてうまくなっていくんだけど、聴いてみたら最初のテイクがやっぱ一番雰囲気あるんだよ」「（アルバムに入ってるのは、との問いに）うん、その最初のテイク。まだうろ覚えだし、たどたどしいんだけど、でもそこにすごく大事な何かがある。だからプリプロとかデモ作りとか練習とかっていうのは時間の無駄じゃんって思うんだよね」「まあ俺らはそういう経験をしないでここまできたわけで、40歳をすぎても、24歳くらいのときと思ってることはあんまり変わってない。それはすごくラッキーなことだっていうのは思うよね」と話している。

## パッケージ、アートワーク
CDは初回限定スリーヴケース仕様、ROSE ONLINE SHOP限定特典として、LIVEミニ・アルバム『サニーデイ、海へ行く』が付いた。また、アナログ盤＋CDという形態でも同時発売され、ROSE RECORDSオンライン・ショップにて限定販売された。

## 収録曲
1. おせんべい
2. 星のレストラン
3. 愛し合い 感じ合い 眠り合う
4. アビーロードごっこ
5. 少年の日の夏
6. エアバルーン
7. One Day
8. 夏は行ってしまった
9. 夏のような人
10. 晴れた日のメロディ
11. きみが呼んだから

## クレジット

### おせんべい
| シンセサイザー 横山裕章 |

### 星のレストラン
| アコーディオン、ピアノ 小西英理 |
| コーラス 平賀さち枝             |

### 愛し合い 感じ合い 眠り合う
| ピアノ 横山裕章 |

### 少年の日の夏
| ストリングス編曲 吉川洋一郎                            |
|                                                        |
| 1st バイオリン 矢野小百合 高井敏弘 加藤えりな 石亀希美 |
|                                                        |
| 2nd バイオリン 柳原有弥 谷口いずみ                     |
|                                                        |
| ビオラ 齋藤麻衣                                        |
|                                                        |
| チェロ 遠藤益民                                        |

### One Day
| シンセサイザー 高野勲 |

### 夏のような人
| ピアノ ベントラーカオル |
| チェロ 四家卯大         |

### 晴れた日のメロディ
| オルガン ヤマグチユキノリ |
| ピアノ 横山裕章           |

### スタッフ
| サニーデイ・サービス 曽我部恵一 田中貴 丸山晴茂   |
|                                                   |
|                                                   |
| 録音 池内亮 鎌田裕明 谷栄治 根本崇                |
|                                                   |
| ミックス 池内亮                                   |
|                                                   |
| アシスタントエンジニア 前田健介 原田篤希 石田裕太 |
|                                                   |
| マスタリング 山本アキヲ (AUTORA)                  |

|          | |
| スタジオ | アライブレコーディングスタジオ SURサウンドスタジオ スタジオローズ City Country City サウンドクルースタジオ |

|                                           |
| 写真 石垣星児                             |
|                                           |
| ローズレコーズ 岩崎朗太 水上由季 金野志保 |
|                                           |
| 作詞作曲 曽我部恵一                       |

## Sunny Day Service live『サニーデイ、海へ行く』

### 収録曲
1. テーマ
2. スロウライダー
3. 八月の息子
4. 江ノ島
5. アビーロードごっこ

### クレジット
| 1st. AUGUST 2014 @ Club Cue |
| live engineer 古川忠        |

## リリース日一覧
| 地域 | リリース日     | レーベル     | 規格                   | カタログ番号            |
| ---- | -------------- | ------------ | ---------------------- | ----------------------- |
| 日本 | 2014年10月21日 | ROSE RECORDS | CD                     | ROSE 176                |
| 日本 | 2014年10月21日 | ROSE RECORDS | LP+CD                  | ROSE 176X（限定プレス） |
| 日本 | 2014年10月21日 | ROSE RECORDS | デジタル・ダウンロード | -                       |